# Élelmezésügyi Minisztérium
Az Élelmezésügyi Minisztérium egy minisztérium volt a Magyar Népköztársaság időszakában.
Az 1952-ben alakított Élelmiszeripari Minisztérium kizárólag az élelmiszeripar szervezése, irányítása és és ellenőrzését látta el. 
Az Élelmezésügyi Minisztériumot 1957. február 1-jétől a ténylegesen össze nem vont Könnyűipari és Élelmiszeripari Minisztériumból hozták létre. Ennek a minisztériumnak a hatásköre az élelmiszeripar szervezésén, irányításán és  ellenőrzésén túlmenően  kiterjedt a kisegítő jellegű iparágakra is, mint amilyenek az élelmiszeripari gépipar, a hordóipar és a parafafeldolgozó ipar. Felügyeletet gyakorolt továbbá a helyi tanácsok irányítása alá tartozó iparok felett is. Végezte ezen felül a lakosság szervezett ellátásának biztosítását szolgáló főbb mezőgazdasági termékek, termények és állatok állami felvásárlásának, raktározásának és értékesítésének, valamint az élelmiszeripar nyersanyagául szolgáló mezőgazdasági termények szerződéses termeltetésének, szervezett értékesítésének, valamint a szerződéses állathízlalásnak a szervezését, irányítását és ellenőrzését is.
A minisztérium a feladatát 9 elvi főosztály (osztály), 12 iparigazgatóság, 3 forgalmi igazgatóság és 2 országos vállalat útján látta el. 
A minisztérium utóda az új gazdasági mechanizmusnak nevezett időszak kezdetén, 1967. február 14-én alakult Mezőgazdasági és Élelmiszeripari Minisztérium lett.